# عبد الوهاب أحمد الآنسي
عبد الوهاب أحمد الآنسي سياسي وبرلماني يمني ولد في مدينة شهاره عام 1944م، فاز بعضوية مجلس الشورى (البرلمان) في 1988م وعقب تحقيق الوحدة اليمنية أصبح عضواً في مجلس النواب الموحد عن «التجمع اليمني للإصلاح»، وعيّن نائباً لرئيس مجلس الوزراء في الحكومة الائتلافية في 1993. وهو الأمين العام لحزب التجمع اليمني للإصلاح. وفي 2014 عُيّن مستشاراً لرئيس الجمهورية اليمنية عبدربه منصور هادي.

## التعليم
تلقى تعليماته الأولى في مدينة (شهاره) ثم انتقل إلى مدينة صنعاء سنة 1959م، التحق بالمدرسة التحضيرية، ثم بالمدرسة الثانوية، ثم رحل إلى دمشق والتحق بجامعتها، حصل عام 1965م على إجازة في الحقوق، كما حصل على دبلوم في الإدارة العامة من معهد الإدارة العامة في القاهرة.

## العمل التجاري والوظيفي
بدأ عمله التجاري سنة 1960م في مدينة صنعاء بافتتاح أول مكتبة فيها، ومن ثم عمل مذيعاً ومخرجا ًفي إذاعة صنعاء، في عام 1963 عين مديراً عاماً للشئون المالية والإدارية في وزارة الإعلام، في عام 1971م عاد إلى عمله في «مكتبة الجيل الجديد» وتوسع في تجارة الكتب حتى أصبحت هذه المكتبة من أشهر المكتبات والقرطاسية في اليمن.

## العمل السياسي والحزبي
1. فاز بعضوية مجلس الشورى (البرلمان) عام 1988م عقب تحقيق الوحدة اليمنية عام 1990م أصبح عضواً في مجلس النواب الموحد عن التجمع اليمني للإصلاح.
2. عام 1993م عين نائباً لرئيس مجلس الوزراء في الحكومة الائتلافية التي شكلت من المؤتمر الشعبي العام والتجمع اليمني للإصلاح والحزب الاشتراكي اليمني.
3. عين عضواً في المجلس الاستشاري عام 1997م وترأس فيه اللجنة الدستورية والقانونية.
4. عين عضواً في مجلس الشورى اليمني عام 2001م ورأس فيه لجنة الإصلاح الإداري والتنمية البشرية والاجتماعية.
5. شارك في تأسيس التجمع اليمني للإصلاح في 13/9/1990م وعين أميناً عاماً له حتى عام 1994م.
6. انتخب أميناً عاماً مساعداً للتجمع اليمني للإصلاح حتى المؤتمر العام الرابع في فبراير 2007م.
7. انتخب أمينا عاماً للتجمع اليمني للإصلاح في فبراير 2007م وحتى الآن.[1]
8. مستشار رئيس الجمهورية اليمنية عبدربه منصور هادي.

## اقتحام منزله من الحوثيين
أقتحم الحوثيين منزل القيادي في حزب الإصلاح عبد الله صعتر في أبريل 2015 للبحث عنه، وذلك بعد حملة أعتقالات شنها الحوثيين طالت العديد من قادة حزب التجمع اليمني للإصلاح في أبريل 2015،  بعد شن السعودية ضربات جوية واسعة ضد الحوثيين والوحدات العسكرية الموالية لعلي عبد الله صالح.
حيث أختطف الحوثيون 122 من قادة حزب الإصلاح، بينهم أعضاء مجلس شورى الأصلاح، وأعضاء الهيئة العليا للحزب، بينهم محمد حسن دماج ومحمد قحطان،  وداهموا منازل العديد من قادة الحزب بينهم محمد اليدومي وعبد الوهاب الآنسي وعبد المجيد الزنداني وزيد علي حميد الشامي وحمود هاشم الذارحي وحسن اليعري، وعبد الله صعتر وعدد من البرلمانيين وعشرات من أعضاء الحزب ومؤيديه.